# Port lotniczy Keetmanshoop
Port lotniczy Keetmanshoop (IATA: KMP, ICAO: FYKT) – port lotniczy położony 5 kilometrów na północ od Keetmanshoop, w Namibii.